# Hüngringhausen
Hüngringhausen ist einer von 22 Ortsteilen der Stadt Bergneustadt im Oberbergischen Kreis im Regierungsbezirk Köln in Nordrhein-Westfalen, Deutschland.

## Lage und Beschreibung
Der Ort liegt etwa 4,7 Kilometer von der Stadt Bergneustadt entfernt (ca. 3 Kilometer Luftlinie).

## Geschichte
Vor der kommunalen Neuordnung im Jahre 1969 zählte Hüngringhausen zur Altgemeinde Eckenhagen.

### Erstnennung
1450 wurde der Ort das erste Mal urkundlich erwähnt.

„Peter (v.) Hungerkusen wird als Diener des Bart v. Nesselrode bezeichnet.“

Die Schreibweise der Erstnennung war Hungerkusen.

## Freizeit
Hüngringhausen ist ein ausgezeichneter Ausgangspunkt für ausgedehnte Wanderungen. Der beschilderte Wanderparkplatz zwischen Baldenberg und Hüngringhausen bietet ein grandioses Landschaftspanorama in oberbergischer Höhenlage. Der gut ausgebaute Wanderweg führt an dem beschaulichen, naturnahen Ort Hünringhausen vorbei in die benachbarte Feriengemeinde Reichshof.  

### Radwege
Hüngringhausen durchquert eine der themengebundenen Fahrradtouren der Gemeinde Reichshof.
Tour de Eckenhagen
Diese Tour ist die zweitlängste Tour des Fahrradparks und garantiert mit 550 Höhenmetern und mit Steigungen zum Teil über 10 Prozent auch erfahreneren Radfahrern viel Spaß.
Ausgangspunkt Rodener Platz in Eckenhagen
| Routen-Name        | Wegzeichen | Fahrstrecke                                                                          | Weglänge |
| Tour de Eckenhagen |            | Wehnrath – Schönenbach – Mittelagger – Oberagger Hüngringhausen – Hecke – Eckenhagen | 25 km    |